# يو إف سي على إي إس بي إن: ويتيكر ضد تيل
يو إف سي على إيه أس بي أن: ويتاكر ضد تيل (بالإنجليزية: UFC on ESPN: Whittaker vs. Till)‏ (المعروف أيضًا باسم يو إف سي على إي إس بي إن 14 ويو إف سي جزيرة القتال 3) هو حدث لفنون القتال المختلطة نظمته يو إف سي، أُقيم في 26 يوليو 2020، على دو فورم في أبو ظبي، الامارات العربية المتحدة.